# Turboatom (stacja metra)
Turboatom (ukr. Турбоатом) – stacja linii Chołodnohirśko-Zawodśkiej metra w Charkowie. 
Została otwarta w 1975 roku jako jedna z pierwszych siedmiu stacji metra w Charkowie. Stacja była południowym końcem linii do 1978. Znajduje się pod aleją Bohaterów Charkowa. Do października 2019 stacja nosiła nazwę „Moskowskij Prospekt” (ukraiński: Московський проспект) od ówczesnej nazwy aleji Bohatrów Charkowa, decyzją 16 października 2019 Rada miasta Charków zmieniła nazwę stacji na Turboatom, jeszcze przed zmianą nazwy samej ulicy. Burmistrz Hennadij Kernes stwierdził, iż przemianowanie nazwy miało znaczenie „okazania szacunku pracownikom” przedsiębiorstwa Turboatom.